# Turkish Airlines
Turkish Airlines, Inc. (Türk Hava Yolları Anonim Ortaklığı) jsou národní leteckou společností Turecka se sídlem v Istanbulu, provozující síť linek do 292 destinací (listopad 2016). Hlavní základnou této společnosti je Letiště Istanbul, které nahradilo  Atatürkovo letiště. V posledních letech dochází k obrovskému rozvoji společnosti – od roku 2007 se počet přepravených cestujících ztrojnásobil z 19,6 mil. na 61 mil. v roce 2015 a počet destinací zvýšil ze 107, v roce 2005, na 292 v roce 2016. Aerolinie měly ke konci roku 2015 přes 47 000 zaměstnanců, za rok 2015 dosáhly obratu 2 miliard TL. Turkish Airlines jsou od 1. dubna 2008 oficiální člen Star Alliance.
Sesterskými společnostmi jsou (2017) Anadolujet a SunExpress.

## Historie

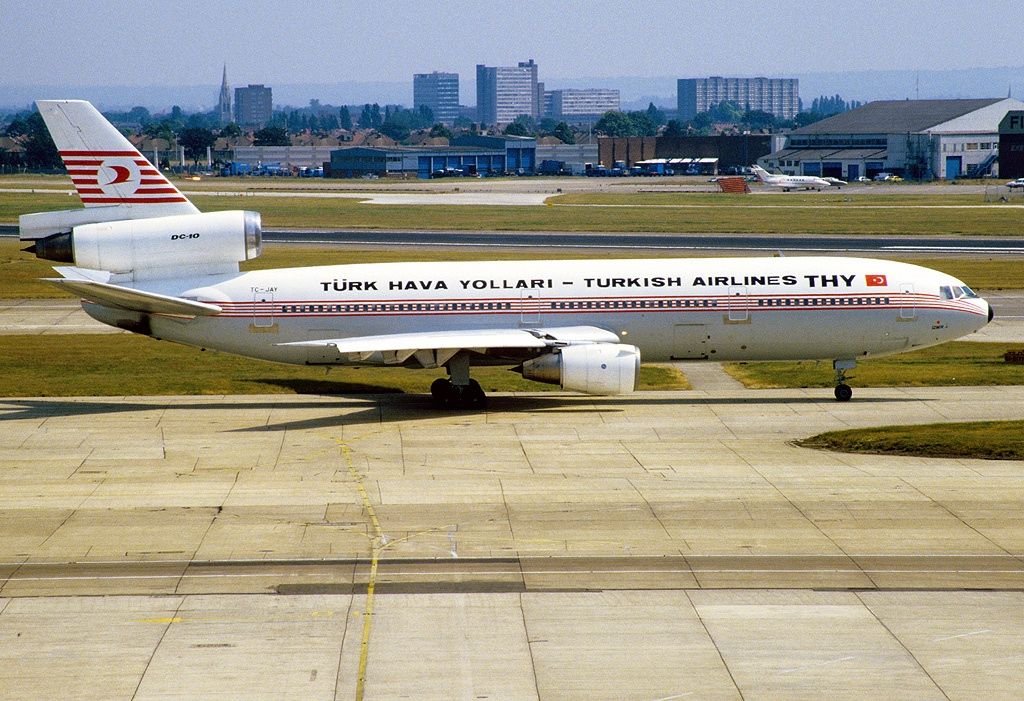
McDonnell Douglas DC-10-10 Turkish Airlines imatrikulace TC-JAY v roce 1984

Společnost byla založena 20. května 1933 jako Státní aerolinie (Devlet Hava Yollari-DHY), podléhající Ministerstvu obrany. V srpnu 1933 začala s lety mezi Istanbulem, Eskişehirem a Ankarou. Flotilu společnosti tehdy tvořily 2 pětimístné letouny Curtiss Kingbird, 2 čtyřmístné Junkersy F.13 a desetimístný Tupolev ANT-9. V září získaly aerolinie tři letadla typu de Havilland D.H.86 Express. K většímu rozvoji dochází teprve po konci 2. světové války, do flotily je v roce 1945 zařazeno 30 kusů Douglas DC-3 a 3 ks Douglas C-47 Skytrain. První mezinárodní let je vykonán 12. 2. 1947 na trase Ankara-Istanbul-Athény. Až v roce 1951 následují Bejrút, Káhira a Nikósie. 21. 5. 1955 dochází k reorganizaci tureckého letectví, čehož důsledkem je k 1. 3. 1956 založení dnešních Turkish Airlines Inc. Ve stejném roce následuje vstup do IATA. V roce 1957 přebírají ve společnosti 6,5% podíl britské BOAC. Prvním turbovrtulovým letadlem ve flotile je v roce 1958 Viscount 794 dodaný v počtu 5 kusů, následovaný v roce 1960 šesti kusy velmi moderního Fokkeru F-27.
Proudová éra Turkish Airlines začala v roce 1967 dodávkou 3 kusů McDonnell Douglas DC-9 a jejich uvedením do provozu 1. 9. 1967 na trase Ankara – Istanbul – Brusel.

### Vojenský převrat v Turecku
V červnu roku 2016 negativně postihnul rozvíjející se společnost pokus o vojenský převrat v Turecku. Turkish Airlines oznámily rekordní finanční ztrátu za první pololetí roku 2016 ve výši 644,4 milionů amerických dolarů. Od začátku platnosti zimního letového řádu byly zrušeny lety do osmnácti destinací, o lety přišla města: Aalborg, Akaba, Batna, Bordeaux, Friedrichshafen, Gassim, Chudžant, Ivano-Frankivsk, Janov, Kano, Karlsruhe, Kermanšáh, Münster-Osnabrück, Oš, Pisa, Rotterdam, Santiago de Compostela a Tlemcen. Na mnoha dalších, zejména evropských, ale i několika mezikontinentálních trasách bylo oznámeno snížení počtu frekvencí – například linka Istanbul-Budapešť byla redukována z 25 na pouhých 14 letů týdně. Linky z Istanbulu do Prahy se zimního letového řádu 2016 redukce provozu nedotkly a lety zůstaly v nabídce s frekvencí tří letů denně. Také linka do Košic, zavedená v létě 2016, pokračovala v provozu i přes zimu 2016 s nabídkou tří letů týdně. Až desítky letadel byly staženy z provozu a uzemněny. V březnu 2017 byly ukončeny lety do japonské Osaky, naopak od 12. prosince 2016 otevřely Turkish Airlines lety na Zanzibar.

### Nové istanbulské letiště
Dne 29. října 2018 bylo slavnostně otevřeno nové istanbulské letiště, na které se Turkish Airlines od 1. listopadu 2018 postupně začaly přesídlovat z ostatních istanbulských letišť.

## Destinace

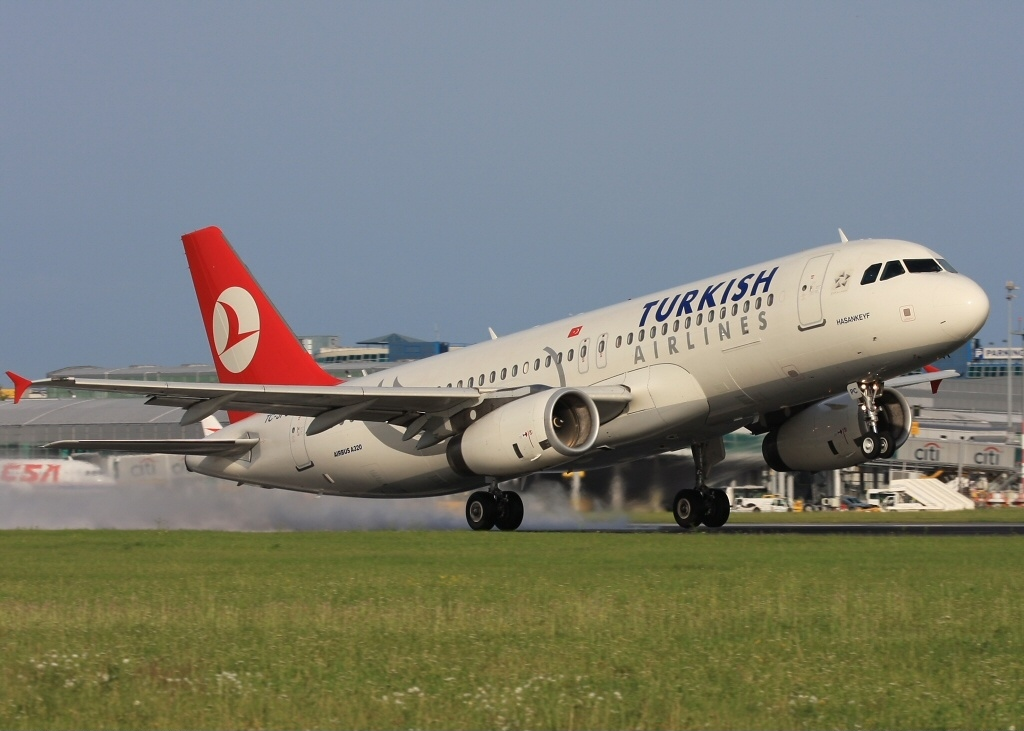
Airbus A320-200 přistávající na Letišti Václava Havla v roce 2009

### Praha
Společnost začala létat na Ruzyňské letiště 11. června roku 2000 s Boeingem 737, původní frekvence byla jednou týdně. Od té doby frekvence posílila, 1. května 2010 společnost začala létat dvakrát denně, v březnu 2015 byla linka posílena na tři denní frekvence. Na lince Praha – Istanbul nejdříve drželo monopol ČSA, které muselo od této linky v roce 2010 kvůli nízké rentabilitě ustoupit. Po tříročním monopolu začaly na této lince konkurovat Turkish Airlines nízkonákladové aerolinie Pegasus. Turkish Airlines v roce 2017 spojovaly Prahu s Atatürkovým letištěm v Istanbulu třikrát denně s letouny Airbus A321-200, A319-100 nebo A320-200.
Od roku 2019 aerolinky létají na nové istanbulské letiště třikrát denně.
Z důvodu pandemie covidu-19 byla linka Turkish Airlines do Prahy od 23. března do 17. dubna 2020 přerušena.
Kromě osobních letů Turkish Airlines létá do Prahy od 1. července 2017 také společnost pro náklad Turkish Airlines Cargo. Ty zahájily lety Riga – Praha – Istanbul se dvěma frekvencemi týdně. Na lince létá širokotrupý Airbus A330-200F.

### Košice
Od června 2016 provozují Turkish Airlines také linku do Košic s frekvencí 3 letů týdně.

## Flotila

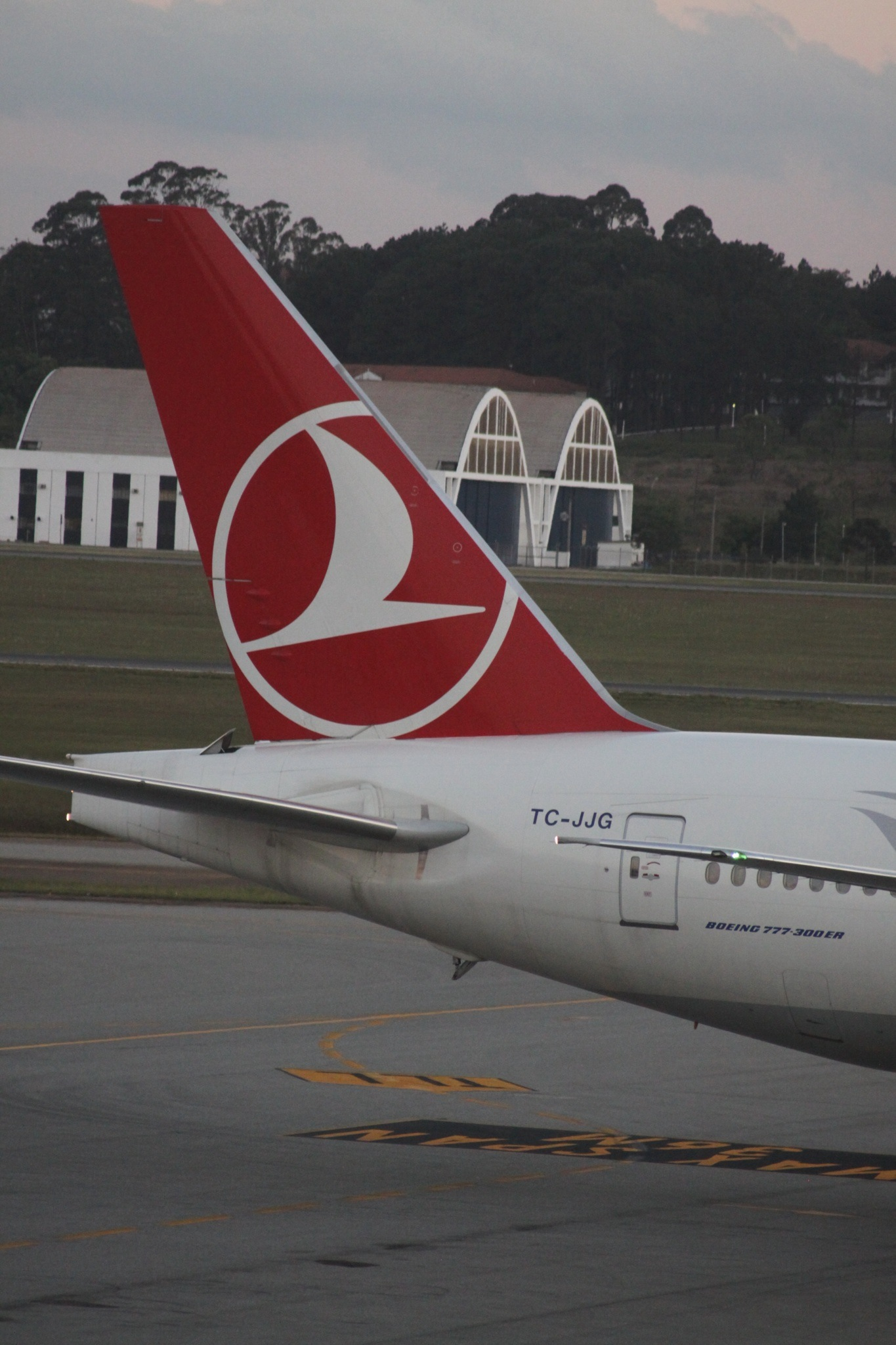
Detail zádě Boeing 777-300ER Turkish Airlines

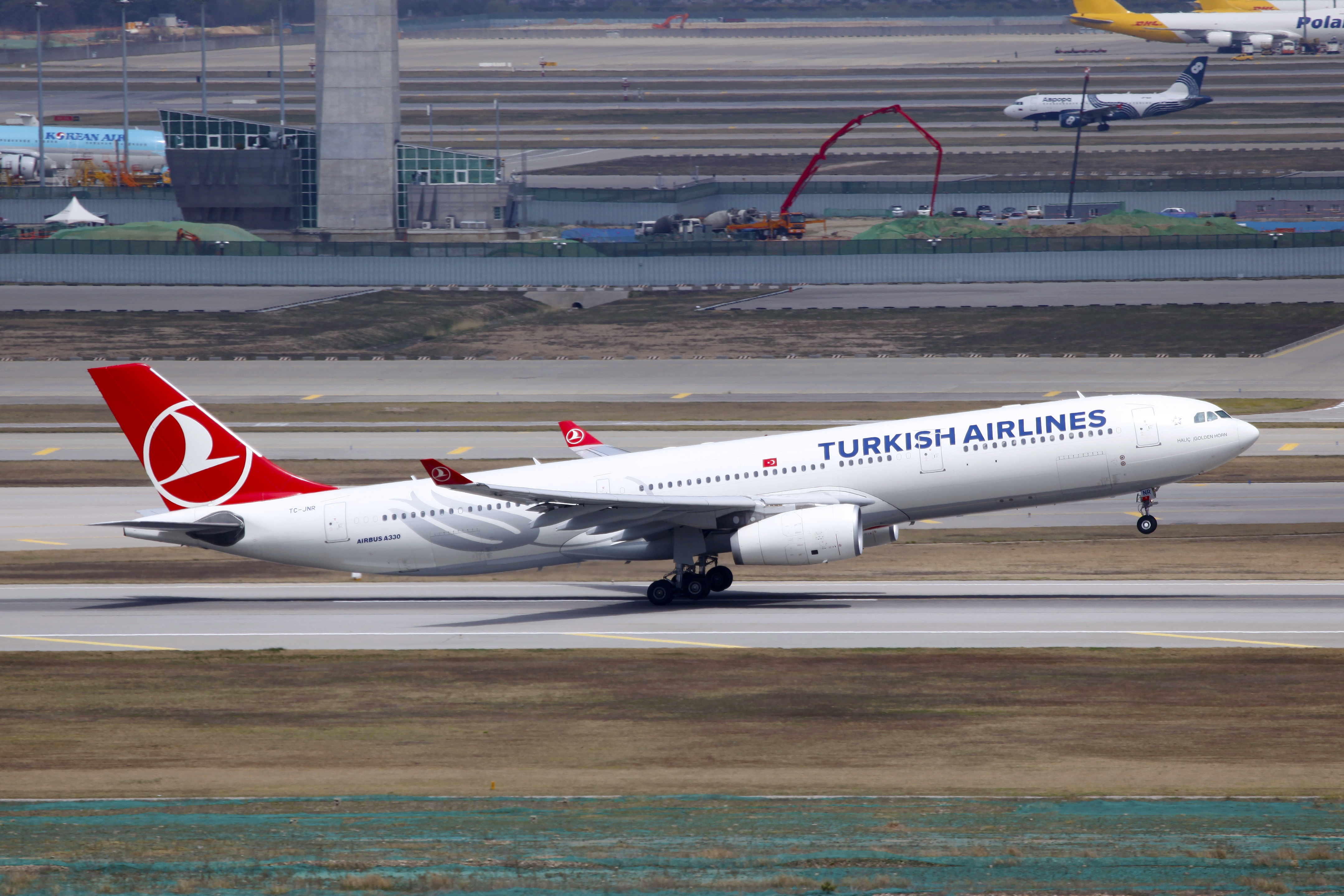
Airbus A330-300 vzlétající z letiště v Soulu v roce 2015

Boeing customer code Turkish Airlines je F2, přesné určení typu je tak např. 777-3F2ER.

### Současná
Flotila Turkish Airlines v listopadu roku 2016 čítala celkem 295 letounů s průměrným stářím 6 let (flotila mládne – v roce 2014 to bylo 6,6 let):

## Letecké nehody
Tento výčet není kompletní, jde pouze jen o existující články na české wikipedii.
- Let Turkish Airlines 981 (1974, 346 mrtvých)
- Let Turkish Airlines 6491 byl nákladní let tureckých aeroliniích (operovaný pro Turkish Cargo), který havaroval dne 16. ledna 2017 při nepodařeném pokusu o přiblížení tzv. GO-AROUND (někteří uvádějí že se letadlo nepokusilo přerušit přistání), v 7:19 hodin místního času stroj Boeing 747-400F narazil do země nedaleko runwaye 26 (letiště Manas). Stroj mířil z letiště Hong Kong na Atatürkovo letiště v Istanbulu s mezipřistáním na letišti Manas, Biškek, Kyrgyzstán. Zahynulo 38 lidí (4+34 na zemi). Nehoda se stále vyšetřuje.